# (2146) Stentor
(2146) Stentor ist ein Asteroid aus der Gruppe der Jupiter-Trojaner. Damit werden Asteroiden bezeichnet, die auf den Lagrange-Punkten auf der Bahn des Jupiter um die Sonne laufen. (2146) Stentor wurde am 24. Oktober 1976 von Richard M. West entdeckt.
Benannt wurde der Asteroid nach Stentor, einem griechischen Herold des Trojanischen Krieges.